# Liszt-Haus (Raiding)
Het Liszt-Haus is een museum over Franz Liszt (1811-1886) in Raiding, Oostenrijk. Het is gevestigd in het huis waar de componist is geboren, toen Raiding nog deel uitmaakte van het Koninklijk Hongarije. Het museum werd in 1911 geopend. In de nabijheid werd in 2006 een concerthuis gebouwd met een capaciteit van zeshonderd bezoekers.

## Museum
Het huis werd in 1587 gebouwd als edelhof en enkele decennia later, rond 1610/1620, verder uitgebreid. Tussen 1806 en 1808 kwam het in het bezit van de familie Esterházy die ook een verbouwing uitvoerde. Franz Liszt werd hier enkele jaren later geboren, in het jaar 1811. In zijn honderdste geboorte jaar, in 1911, kreeg het huis de bestemming van museum. In 1949 werd er nog een renovatie uitgevoerd en op 7 oktober 1951 werd het heropend door de bondsminister voor onderwijs, Felix Hurdes. Vervolgens vond er in 1979 nog een grondige renovatie plaats, waarna de heropening werd voltrokken door de burgemeester van Bayreuth, de stad in het Duitse Beieren waar het Franz-Liszt-Museum gevestigd is.
Het huis heeft drie kamers waarin verschillende overgeleverde stukken van Liszt worden getoond. Er is onder meer een deel van een barokken positief-orgel uit de oude kerk te zien die in 1840 in opdracht van Liszt werd gerepareerd. Verder is er sinds 1925 een buste te zien die de beeldhouwer Caspar von Zumbusch (1830-1915) in 1867 van de componist maakte.
In 2005 werd in de nabijheid een concerthuis gebouwd met een capaciteit van zeshonderd bezoekers. Met de bouw, naar een ontwerp van Atelier Kempe Thill uit Rotterdam, was een investering van 6,8 miljoen euro gemoeid.

## Galerij
| Concerthuis voor zeshonderd bezoekers |  | Schets van de jonge componist |
| Concerthuis voor zeshonderd bezoekers |  | De jonge componist            |